# Zone importante pour la conservation des oiseaux en Tunisie
L'expression zone importante pour la conservation des oiseaux renvoie à un inventaire scientifique dressé en application d'un programme international de Birdlife International visant à recenser les zones les plus favorables pour la conservation des oiseaux sauvages.
Ces zones en Tunisie sont au nombre de 46 en 2017.

## Liste
| Code                                                 | Image                       | Nom du site                 | Date de classement | Gouvernorat        | Superficie (ha) | Coordonnées          |
| ---------------------------------------------------- | --------------------------- | --------------------------- | ------------------ | ------------------ | --------------- | -------------------- |
| TN001                                                | Archipel de La Galite       | Archipel de La Galite       | 2001               | Bizerte            | 700             | 37° 02′ N, 8° 56′ E  |
| TN002                                                | Ichkeul                     | Ichkeul                     | 2001               | Bizerte            | 12 600          | 37° 10′ N, 9° 40′ E  |
| TN003                                                | Îles de Zembra et Zembretta | Îles de Zembra et Zembretta | 2001               | Nabeul             | 391             | 37° 06′ N, 10° 48′ E |
| TN004                                                | Djebel El Haouaria          | Djebel El Haouaria          | 2001               | Nabeul             | 1 300           | 37° 04′ N, 11° 01′ E |
| TN005                                                |                             | Garaet Mabtouh              | 2001               | Bizerte            | 2 000           | 37° 02′ N, 9° 57′ E  |
| TN006                                                |                             | Barrage Mlaabi              | 2001               | Nabeul             | 200             | 36° 51′ N, 10° 56′ E |
| TN007                                                |                             | Barrage Mornaguia           | 2001               | Tunis              | 148             | 36° 50′ N, 10° 13′ E |
| TN008                                                |                             | Barrage Sidi Abdelmoneem    | 2001               | Nabeul             | 250             | 36° 50′ N, 10° 58′ E |
| TN009                                                | Lac de Tunis                | Lac de Tunis                | 2001               | Ben Arous et Tunis | 3 700           | 36° 45′ N, 10° 30′ E |
| TN010                                                | Sebkhet Sedjoumi            | Sebkhet Sedjoumi            | 2001               | Tunis              | 2 700           | 36° 45′ N, 10° 08′ E |
| TN011                                                | Soliman                     | Soliman                     | 2001               | Nabeul             | 600             | 36° 42′ N, 10° 30′ E |
| TN012                                                |                             | Barrage Lebna               | 2001               | Nabeul             | 1 000           | 36° 42′ N, 10° 56′ E |
| TN013                                                | Aqueduc de Zaghouan         | Aqueduc de Zaghouan         | 2001               | Ben Arous          | 40              | 36° 41′ N, 10° 10′ E |
| TN014                                                | Lagune de Korba             | Lagune de Korba             | 2001               | Nabeul             | 1 200           | 36° 41′ N, 10° 56′ E |
| TN015                                                | Barrage El Masri            | Barrage El Masri            | 2001               | Nabeul             | 150             | 36° 31′ N, 10° 29′ E |
| TN016                                                |                             | Sebkhet Sidi Khelifa        | 2001               | Sousse             | 1 000           | 36° 14′ N, 10° 28′ E |
| TN017                                                | Sebkhet Halk El Menzel      | Sebkhet Halk El Menzel      | 2001               | Sousse             | 1 000           | 36° 00′ N, 10° 30′ E |
| TN018                                                |                             | Oued Sed                    | 2001               | Sousse             | 100             | 35° 59′ N, 10° 27′ E |
| TN019                                                |                             | Plaines de Kairouan         | 2001               | Kairouan           | 75 000          | 35° 53′ N, 10° 07′ E |
| TN020                                                | Sebkhet Kelbia              | Sebkhet Kelbia              | 2001               | Sousse             | 13 000          | 35° 50′ N, 10° 20′ E |
| TN021                                                | Salines de Monastir         | Salines de Monastir         | 2001               | Monastir           | 1 000           | 35° 45′ N, 10° 46′ E |
| TN022                                                |                             | Metbasta                    | 2001               | Kairouan           | 40              | 35° 42′ N, 10° 01′ E |
| TN023                                                |                             | Barrage El Houareb          | 2001               | Kairouan           | 1 200           | 35° 35′ N, 9° 54′ E  |
| TN024                                                |                             | Sebkhet Sidi El Hani        | 2001               | Sousse             | 36 000          | 35° 34′ N, 10° 24′ E |
| TN025                                                | Chaâmbi                     | Chaâmbi                     | 2001               | Kasserine          | 6 723           | 35° 06′ N, 8° 43′ E  |
| TN026                                                | Îles Kerkennah              | Îles Kerkennah              | 2001               | Sfax               | 15 000          | 34° 45′ N, 11° 10′ E |
| TN027                                                | Salines de Thyna            | Salines de Thyna            | 2001               | Sfax               | 1 900           | 34° 38′ N, 10° 43′ E |
| TN028                                                | Bouhedma                    | Bouhedma                    | 2001               | Sidi Bouzid        | 16 488          | 34° 30′ N, 9° 30′ E  |
| TN029                                                |                             | Garaet Douza                | 2001               | Gafsa              | 1 000           | 34° 28′ N, 8° 29′ E  |
| TN030                                                |                             | Steppe de Gafsa             | 2001               | Gafsa              | 100 000         | 34° 25′ N, 8° 47′ E  |
| TN031                                                |                             | Sebkhet Noual               | 2001               | Sidi Bouzid        | 3 000           | 34° 24′ N, 9° 46′ E  |
| TN032                                                | Kneiss                      | Kneiss                      | 2001               | Sfax               | 5 850           | 34° 24′ N, 10° 19′ E |
| TN033                                                |                             | Sebkhet Sidi Mansour        | 2001               | Gafsa              | 11 000          | 34° 14′ N, 9° 03′ E  |
| TN034                                                |                             | Sebkhet Dreïaa              | 2001               | Sfax               | 580             | 34° 05′ N, 10° 02′ E |
| TN035                                                | Chott Djerid                | Chott Djerid                | 2001               | Kébili et Tozeur   | 700 000         | 33° 43′ N, 8° 23′ E  |
| TN036                                                | Bordj Kastil                | Bordj Kastil                | 2001               | Médenine           | 1 300           | 33° 42′ N, 10° 58′ E |
| TN037                                                |                             | Gourine                     | 2001               | Médenine           | 2 100           | 33° 39′ N, 10° 34′ E |
| TN038                                                | Boughrara                   | Boughrara                   | 2001               | Médenine           | 50 000          | 33° 37′ N, 10° 48′ E |
| TN039                                                |                             | Sebkhet Nouaïel             | 2001               | Kébili             | 200             | 33° 29′ N, 8° 52′ E  |
| TN040                                                |                             | Douz Laâla                  | 2001               | Kébili             | 100             | 33° 28′ N, 8° 58′ E  |
| TN041                                                |                             | Snam                        | 2001               | Kébili             | 120             | 33° 28′ N, 9° 06′ E  |
| TN042                                                |                             | Ghidma                      | 2001               | Kébili             | 100             | 33° 26′ N, 8° 48′ E  |
| TN043                                                |                             | Jbil                        | 2001               | Kébili             | 150 000         | 33° 14′ N, 9° 26′ E  |
| TN044                                                | Bibane                      | Bibane                      | 2001               | Médenine           | 23 000          | 33° 00′ N, 11° 05′ E |
| TN045                                                |                             | Sidi Toui                   | 2001               | Médenine           | 6 315           | 32° 44′ N, 11° 22′ E |
| TN046                                                | El Feidja                   | El Feidja                   | 2001               | Jendouba           | 2 632           | 36° 31′ N, 8° 29′ E  |
| Sources : Liste établie selon Birdlife International |                             |                             |                    |                    |                 |                      |